# 赫什馬什鄉
46°30′N 22°08′E / 46.500°N 22.133°E
赫什馬什鄉（羅馬尼亞語：Comuna Hășmaș, Arad），是羅馬尼亞的鄉份，位於該國西部，由阿拉德縣負責管轄，面積88平方公里，2007年該鄉份人口1,400，人口密度每平方公里16人。